# ایرو (سودان جنوبی)
ایرو (به لاتین: Iro) یک کوه در سودان جنوبی است که در استوائیه شرقی واقع شده‌است. ایرو ۱٬۰۹۱ متر بالاتر از سطح دریا واقع شده‌است.